# Ориентализирующий стиль

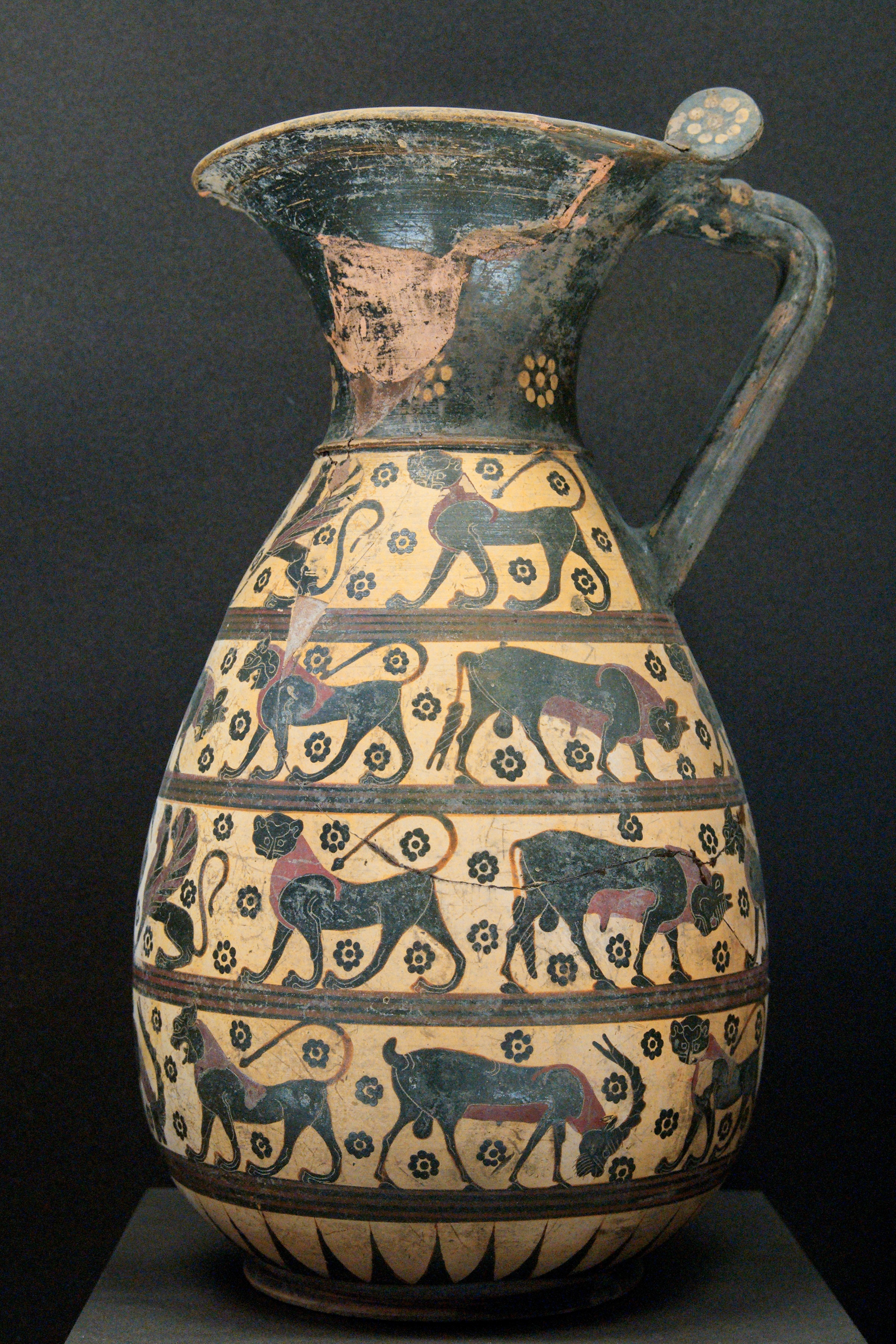
Протокоринфская ольпа с изображением животных и сфинксов. Ок. 650—630 гг. до н. э. Лувр

Ориентализирующий стиль, иначе протокоринфский стиль — художественный стиль в вазописи Древней Греции VII века до н. э.
Для этого стиля чёрнофигурной вазописи типичны заимствованные с ближневосточного региона мотивы с изображением грифов, сфинксов и львов. Характерен так называемый «страх пустого пространства», или «боязнь пустоты» (лат. horror vacui), когда всё свободное пространство плотно заполняется изобразительными и орнаментальными элементами. Другое название: «ковровый стиль».
Основным центром изготовления керамики в этом стиле был Коринф. Ориентализирующий стиль был также популярен и у мастеров гончарного дела в Аттике.
С развитием этого стиля изменилась не только традиция росписи, но и формы сосудов. Если для предшествовавшего ориентализирующему геометрического стиля были характерны вытянутые вазы, иногда размером с человеческий рост, то вазы этого периода стали более приземистыми, широкими и низкими. Более активно в росписи стали применяться различные краски, которые использовались наряду с уже традиционным лаком.

## Общие особенности стиля
Под влиянием восточных мотивов греческие мастера отошли от изображения в основном геометрического орнамента. Ему на смену пришло изображение растений и животных. Вместо геометрических прямолинейных узоров на керамические изделия стали наноситься различного рода стилизованные изображения цветов, листьев пальм, розетки. Гораздо больше стали наноситься и фигуры животных. В целом, люди и живые существа, хотя всё ещё и были весьма удалены от реальных, всё же стали изображаться более детализировано и натуралистично.
Значительно увеличился и диапазон самих изображаемых сюжетов. Широкое распространение получили сцены из древнегреческих мифов. Как уже было отмечено, гораздо чаще стали изображаться животные, причём в различных положениях и последовательностях. Однако их фигуры всё ещё изображались на плоскости, были будто «распластаны». Существовали и правила изображения некоторых животных. Так, голова пантеры всегда рисовалась в фас, а льва — в профиль, при этом их туловища также изображались сбоку.
В отличие от геометрического стиля, в ориентализирующем или, как его ещё называют, ковровом, расширилась палитра цветов. Помимо чёрного лака, цвет которого различался на вазах предшествующего периода часто не по воле мастера, а в силу недостаточной плотности нанесённого слоя, теперь стали использоваться различные оттенки пурпурной, а также белой краски.

## Коринфская керамика

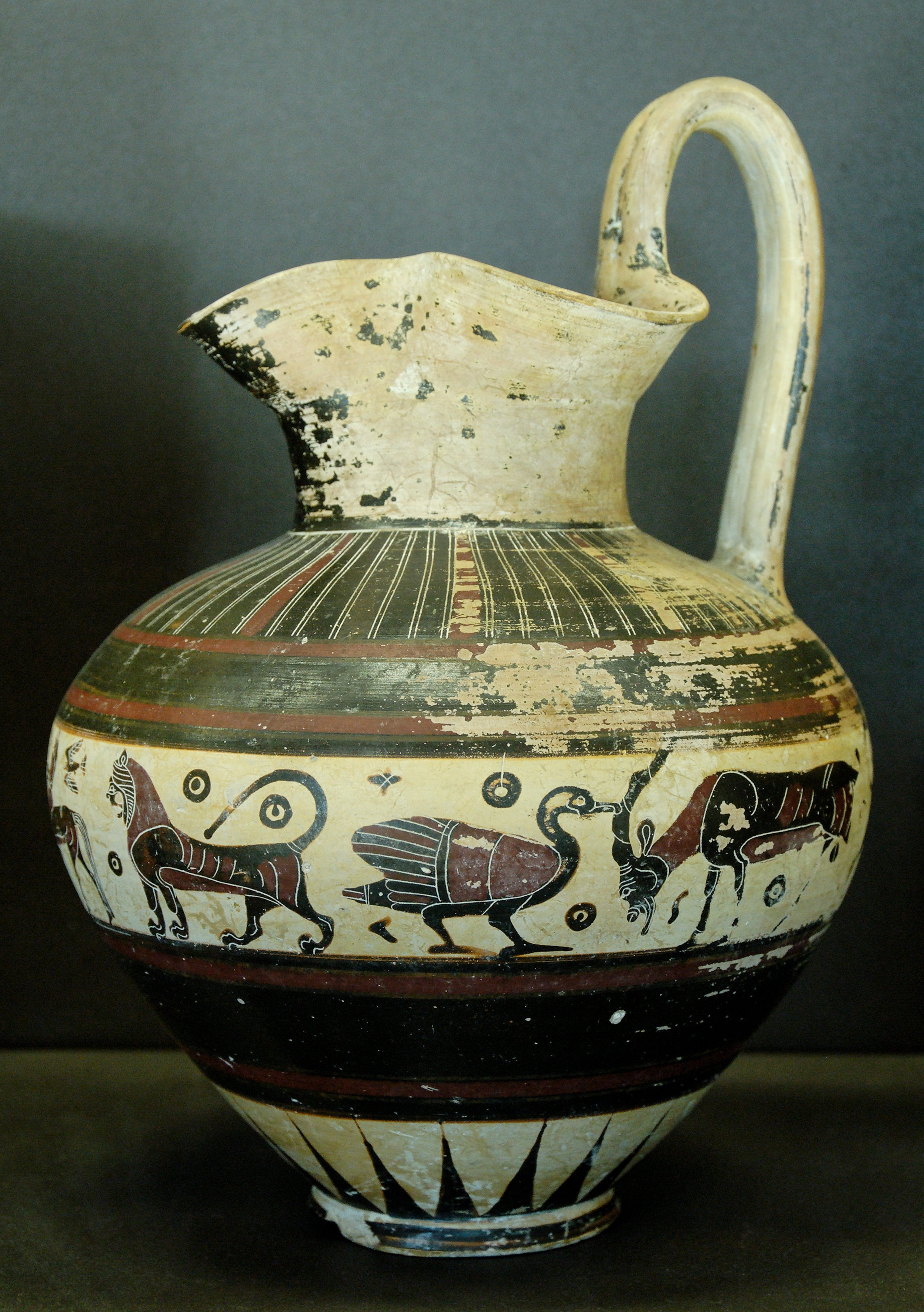
Протокоринфская ойнохоя, Родос

### Ранний протокоринфский стиль
Именно в Коринфе зародился стиль искусства, в том числе и вазописи, который позже исследователи назовут коринфским, или ориентализирующим, под влиянием импортированных из Востока тканей с красочными причудливыми узорами. Около 100 лет Коринф оставался единственным эллинским полисом, который доминировал на рынке керамики. Ранний период развития коринфской керамики называется протокоринфским и охватывает период 720—690 гг. до н. э. Основными мотивами росписи были животные, например птицы и львы.

### Зрелый протокоринфский стиль
Начало VII века до н. э. стало настоящим прорывом в керамике, этот период называют зрелым протокоринфским стилем. Он развился в период 690—650 гг. до н. э. Коринфские гончары основали технику чернофигурной керамики, что, несомненно, стало важным шагом вперед. Новый способ изготовления керамики заключался в нанесении силуэтов лаком, в точном моделировании фигур специальным инструментарием и обжиге вазы. Цветовые эффекты проявлялись только после обжига и извлечения сосуды из печи. Изначально рисунок был достаточно простым и выполнялся буквально несколькими штрихами, но со временем техника вазописи все более совершенствовалась. Примером прогресса вазописи является арибалл «Борьба гоплитов». Отделка вазы характеризуется отлично продуманной композицией, фигуры воинов выглядят действительно натуралистично, прогресс заметен не только в изображении фигур в движении, но и учете перспективы. Ковровый протокоринфский стиль распространяется и на миниатюрную керамику, теперь она также покрывается сплошным причудливым узором с изображением животных, а наполнение пустых мест происходит за счет привнесения цветочных мотивов.

### Поздний протокоринфский стиль
Еще одним шагом в развитии коринфского стиля керамического искусства стал позднепротокоринфский стиль (650—640 гг. до н. э.). Мастера этого периода переходят от выполнения фигурных сцен к технике их массового производства. Совершенствуются сами формы керамики, увеличиваются и размеры, чтобы изобразить крупных животных. Расширение рисунка ведёт к сокращению незаполненных участков на корпусе вазы, при этом возрастает и тщательность выполнения рисунка. Иногда всю композицию составляла детально прорисованное одно-единственное животное. Акцент делался на демонстрации природных особенностей животных. Так, пантера, которая от природы имеет удлиненное, грациозное тело, заменяет на вазах достаточно жесткого величественного льва, характерного для ранних периодов ориентализирующего стиля. Эти тенденции коснулись также архитектуры, когда на фризах кроме львов и быков также изображались пантеры и другие животные. Такая композиция стала почти стереотипной, а подобные орнаменты можно найти везде в скульптуре и архитектуре того периода.

### Раннекоринфский стиль
Некоторые исследователи склонны выделять еще один период коринфской керамики — раннекоринфский стиль, или так называемый стиль «взрослого животного» (625—550 гг. до н. э.). Развитие этого стиля было вызвано дальнейшим увеличением прямых контактов с Востоком, и как следствие, влияния восточной культуры на искусство Эллады. Этот период характеризуется созданием широких фризов, оформленных неестественно удлиненными фигурами животных, а также заполненных орнаментом. Гиперболизация декоративных элементов ведет к некоторой потере натуралистичности изображаемых фигур, впрочем сама техника выполнения рисунка чрезвычайно тщательная. Влияние на развитие этого вида керамики совершили ассирийские ткани с обильными узорами, а также, несомненно, изобретательность коринфских мастеров керамики. Среди изображаемых животных популярными были львы, барсы, дикие кабаны, быки, козы, впервые появились сирены (птица с человеческой головой) и другие гибриды (человек-дракон, человек-рыба). Определенный упадок Коринфской техники приходится на VI век до нашей эры, он состоялся в связи с потерей конкуренции с гончарами Аттики, где ориентализирующий стиль уже был вытеснен чернофигурной вазописью.

### Особенности коринфской росписи
Восприняв общие тенденции ориентализирующего стиля, коринфские мастера имели и свой характерный почерк в росписи гончарных изделий. Во-первых, сами сосуды, изготовленные в Коринфе, чаще всего были приземистыми, «пузатыми», а более вытянутые и фигурные формы встречались лишь изредка. Во-вторых, на коринфских изделиях ориентализирующего стиля практически не встречались сюжеты с группами людей — в основном изображались животные и растения. Кроме того, изображавшиеся существа и растения обычно рисовались яркими пятнами, их контуры были подчёркнуто скруглёнными, сами элементы росписи украшались белой и пурпурной краской, а их внутренние контуры дополнительно процарапывали специальными инструментами. Подобные цветные пятна разделяли и сами элементы орнамента.

## Аттическая керамика

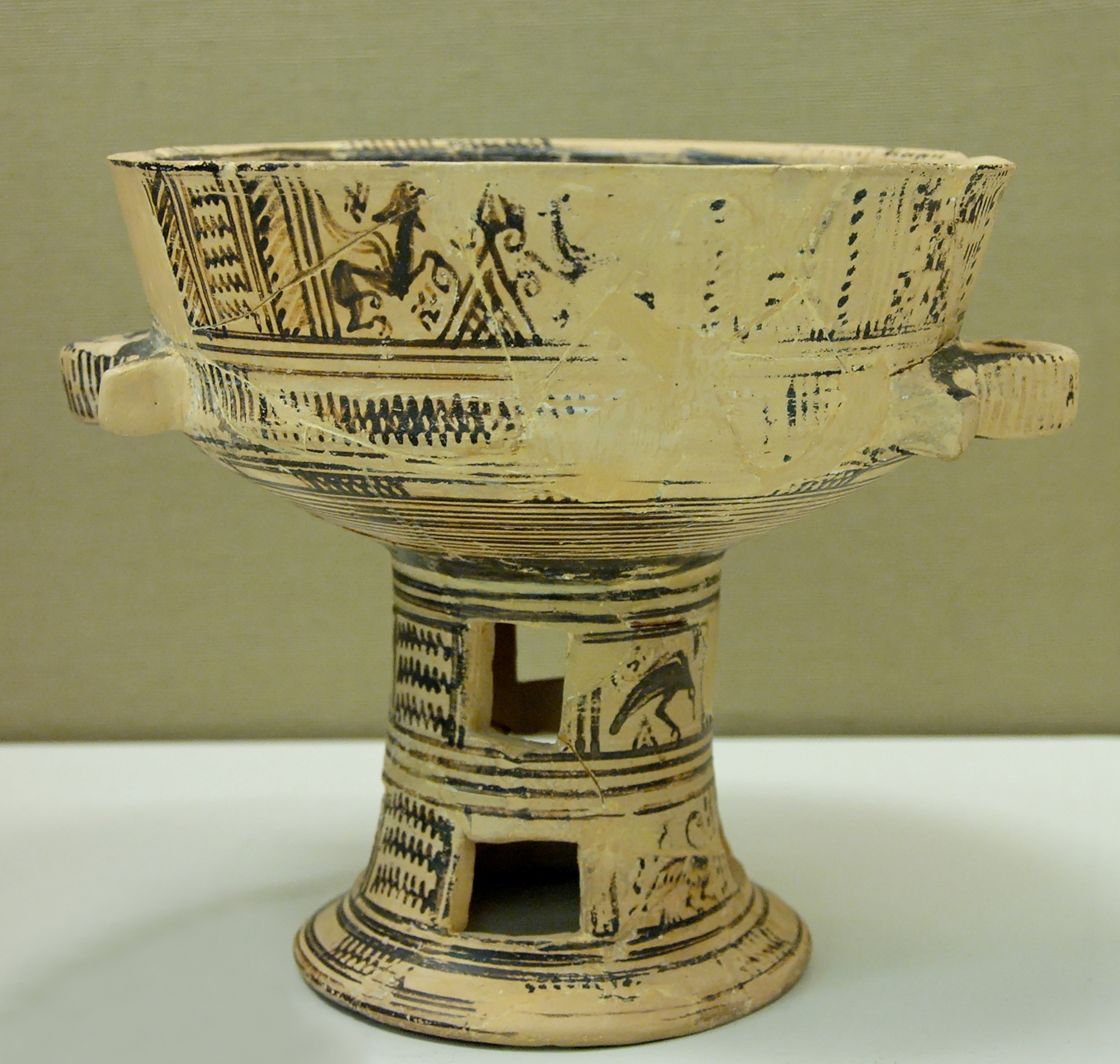
Протоаттическая чаша из терракоты

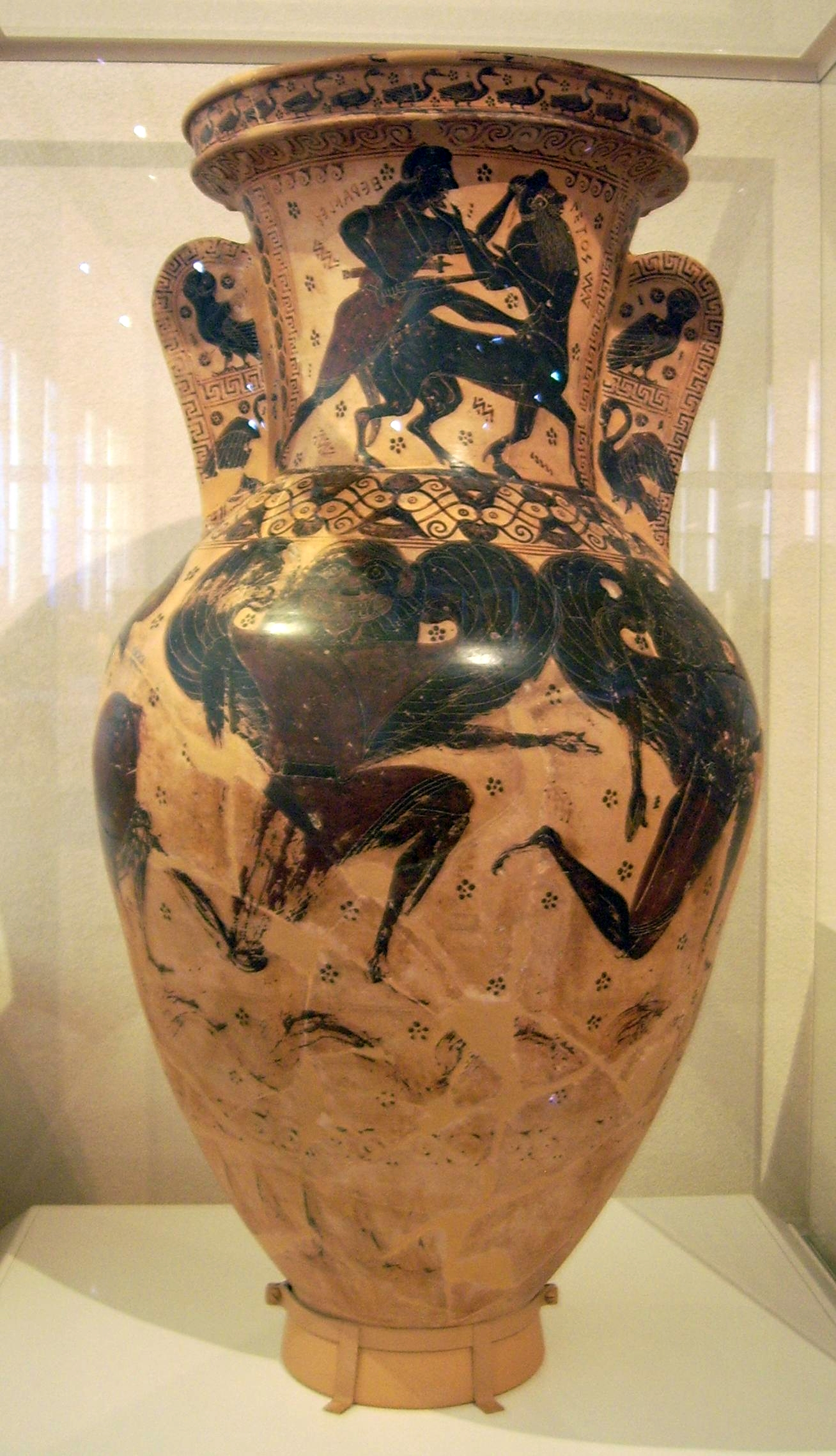
Так называемая Амфора Несса, вазописец Несса, 620—610 до н. э., Национальный археологический музей Афин

### Протоаттическая керамика
Период протоаттической керамики продолжался в период 710—675 годов до н. э., при этом переход от позднегеометрического стиля к протоаттичному прошел достаточно плавно. На начальном этапе эти стили даже сосуществовали друг с другом: среди чисто геометрических элементов — линий и зигзагов — появлялись примитивные фигуры мифологических животных, а также цветочные мотивы. Первый представитель переходного периода — вазописец Аналата, он первым предпринял попытку отойти от строгой симметрии геометрики.
Позже изображаемые фигуры животных и мифических существ становились все более натуралистичными, постепенно вытесняя геометрические элементы. Расширяется ряд изображаемых существ: львы появляются рядом с сфинксами, пегасами, кентаврами, собаками, лошадьми, петухами, орлами. Изображаются также пары колесниц. В дополнение к животным появляются растительные мотивы, которые теперь оформляются в пальметты (орнаментальная растительная фигура). Орнамент заполняет всю поверхность вазы.

### Чёрно-белый стиль
Этот период охватывает 675—650 гг. до н. э. Уже упоминавшийся вазописец Аналата стал творцом новой техники чернофигурной вазописи, внимание которой было приковано к человеку. Таким образом, возникло совершенно новое поколение художников, и сами гончары отказывались от старой техники. Вырисовывая контуры фигур, художники в поисках средств достижения большей натуралистичности сознательно начинают использовать прорисовки чёрным по светлому фону. Хотя, как и раньше, техника оставляла в себе переплетение с предыдущими периодами, художникам чёрно-белой вазописи удалось добиться гораздо большего мастерства по сравнению с протоаттическими.
Расширилась и тематика росписи: появились сцены гонок на колесницах, батальные сцены и, как и раньше, мифологические существа. Постепенно техника чернофигурной вазописи становилась всё популярнее. Оригинальность аттической керамики этого периода состоит в умении не столько изобразить ориенталистические элементы, сколько разместить их на корпусе сосуда. Несмотря на некоторое сходство с коринфской керамикой этого периода, исследователи всё же исключают определяющее влияние Коринфской техники на аттическую. Всего за 20-30 лет аттические вазописцы настолько освоили технику чернофигурной вазописи, что смогли значительно повысить качество своих изделий.

### Позднепротоаттический период
Позднепротоаттический период древнегреческой керамики длился с 650 по 610 годы до н. э. В это время оформление сосудов становится чрезвычайно изобретательным в сочетании с точностью вазописи. Впрочем красочность рисунка полностью исчезает, керамика становится черно-белой. Это связано с первыми попытками использовать вместо чернофигурной технику краснофигурной вазописи.
Начало этих преобразований ознаменовала собой амфора вазописцы Несса, найденная в Афинах и датируется 615 до н. э. Это монументальная ваза, изображающая сцену убийства кентавра Несса Гераклом и Персея, который прогоняет Горгону. Амфора Несса выполнена полностью в технике чернофигурной вазописи. Основной композиции вазы подчинены второстепенные растительные мотивы и фигуры птиц. В целом в технике этого периода также отмечается влияние коринфского стиля, однако он не является доминирующим.

## Родосская керамика
На острове Родос благодаря развитому производству и экспорту вина развился свой тип керамики. Её расцвет приходится на VII века до н. э. Наряду с вином родосская керамика была распространена во всем греческом мире. Гончары с острова Родос отдавали своё предпочтение таким формам сосудов как кувшины, «пузатые» амфоры и ойнохои. Характерными чертами родосской вазописи было заполнение пространства корпуса вазы поясами, различными по тематике наполнениями — псевдогеометрическими элементами и животными, среди последних были распространены олени, сфинксы, птицы. Шеи ваз покрывались тесьмой орнаментов, внизу — в основном цветочными мотивами, остальная часть вазы покрывалась глазурью. Однако со временем, под влиянием коринфской керамики, однообразный фон занимал всё меньше и меньше площади, уступая животному узору.
Элементы росписи на родосских вазах отличались большей аккуратностью и тонкостью линий в сравнении с коринфской росписью. То же самое отмечается и в орнаментальных композициях: если на коринфских вазах они напоминали большие цветные пятна, то здесь использовались линейные геометрические элементы.

## Сикионская керамика
Сосуды из Сикиона также имели в своей росписи ряд особенностей. От геометрического стиля сикионские мастера унаследовали традицию изображать орнамент в несколько поясов, различающихся по ширине в зависимости от их значимости на изделии. В соответствии с этим и центральные фигуры сюжета изображались в увеличенном размере. Характерной особенностью сцен с участием людей на сикионских вазах стал интерес мастеров к изображению бытовых сюжетов, в отличие от повышенного внимания к мифологическим сюжетам и существам в других регионах.
Кроме того, действительно отличало сикионские сосуды и частое наличие довольно широких поясов, полностью закрашенных густым слоем чёрного лака. Вазописцы Сикиона отличались и особым вниманием к прорисовке деталей, тонкостью выводимых ими линий.